# Montenegrinischer Fußballpokal 2022/23
Der Montenegrinischer Fußballpokal 2022/23 (Kup Crne Gore) war die 17. Austragung des Pokalwettbewerbs im Fußball in Montenegro seit der Unabhängigkeit im Juni 2006. FK Sutjeska Nikšić setzte sich im Finale gegen den FK Arsenal Tivat nach Elfmeterschießen durch. Sutjeska qualifizierte sich durch den Sieg für die 1. Qualifikationsrunde der UEFA Europa Conference League 2023/24.

## Modus
Außer im Halbfinale wurde der Sieger in einem Spiel ermittelt. Stand es nach der regulären Spielzeit von 90 Minuten unentschieden, kam es ohne Verlängerung direkt zum Elfmeterschießen.
Das Halbfinale wurde in Hin- und Rückspiel ausgetragen. Bei Torgleichheit in beiden Spielen folgt ohne Verlängerung ein Elfmeterschießen.
Das Finale wurde dagegen im Falle eines Remis zunächst verlängert und gegebenenfalls durch Elfmeterschießen entschieden.

## Teilnehmende Teams
| Prva Liga (10) | Druga Liga (6) |
| --- | --- |
| - FK Arsenal Tivat - FK Budućnost Podgorica - FK Dečić Tuzi - FK Iskra Danilovgrad - FK Jedinstvo Bijelo Polje - FK Jezero Plav - FK Mornar Bar - OFK Petrovac - FK Rudar Pljevlja - FK Sutjeska Nikšić | - FK Bokelj Kotor - FK Igalo 1929 - FK Podgorica - FK KOM Podgorica - OFK Mladost Donja Gorica - FK Zeta Golubovci |

## Achtelfinale
| Datum      |                           | Ergebnis        |                          |
| ---------- | ------------------------- | --------------- | ------------------------ |
| 07.09.2022 | FK Jedinstvo Bijelo Polje | 3:1             | OFK Mladost Donja Gorica |
| 07.09.2022 | FK Sutjeska Nikšić        | 1:0             | FK Jezero Plav           |
| 07.09.2022 | FK Bokelj Kotor           | 2:3             | FK Arsenal Tivat         |
| 07.09.2022 | FK Zeta Golubovci         | 1:3             | FK Rudar Pljevlja        |
| 07.09.2022 | FK KOM Podgorica          | 0:3             | FK Iskra Danilovgrad     |
| 07.09.2022 | FK Podgorica              | 3:0             | FK Igalo 1929            |
| 07.09.2022 | FK Mornar Bar             | 2:0             | OFK Petrovac             |
| 07.09.2022 | FK Dečić Tuzi             | 1:1 (5:4 i. E.) | FK Budućnost Podgorica   |

## Viertelfinale
| Datum      |                      | Ergebnis        |                           |
| ---------- | -------------------- | --------------- | ------------------------- |
| 26.10.2022 | FK Iskra Danilovgrad | 1:1 (5:3 i. E.) | FK Mornar Bar             |
| 26.10.2022 | FK Dečić Tuzi        | 2:0             | FK Podgorica              |
| 26.10.2022 | FK Arsenal Tivat     | 0:0 (5:3 i. E.) | FK Jedinstvo Bijelo Polje |
| 26.10.2022 | FK Rudar Pljevlja    | 0:2             | FK Sutjeska Nikšić        |

## Halbfinale
| Datum             |                      | Gesamt          |                  | Hinspiel | Rückspiel |
| ----------------- | -------------------- | --------------- | ---------------- | -------- | --------- |
| 19.04./03.05.2023 | FK Sutjeska Nikšić   | 4:2             | FK Dečić Tuzi    | 3:1      | 1:1       |
| 19.04./03.05.2023 | FK Iskra Danilovgrad | 4:4 (1:4 i. E.) | FK Arsenal Tivat | 1:3      | 3:1 n. V. |

## Finale
| Paarung            | FK Arsenal Tivat – FK Sutjeska Nikšić |
| Ergebnis           | 1:1 n. V. (1:1, 0:0); 3:4 i. E. |
| Datum              | 29. Mai 2023 |
| Stadion            | Stadion pod Goricom, Podgorica |
| Zuschauer          | 3.500 |
| Schiedsrichter     | Miloš Savović |
| Tore               | 1:0 Oujidi Sahli (28.) 1:1 Ćetko Manojlović (85.) Elfmeterschießen: Anđelo Rudović schießt über das Tor Igor Nikić hält gegen Marko Vučić 1:0 Danilo Bakić 1:1 Marko Matanović Jasmin Muhović schießt über das Tor 1:2 Božo Marković 2:2 Nikola Čelebić 2:3 Dušan Vuković 3:3 Ćetko Manojlović 3:4 Wajdi Sahli                        |
| FK Arsenal Tivat   | Igor Nikić – Radule Živković, Danilo Bakić, Boris Došljak (80. Boban Đorđević), Marko Dragićević (120. Nikola Braletić) – Ivan Bulatović (104. Petar Mališić), Jasmin Muhović, Julian Montenegro (72. Anđelo Rudović), Jovan Mirković (72. Nikola Čelebić) – Mirko Todorović, Ćetko Manojlović Cheftrainer: Radisav Dragićević        |
| FK Sutjeska Nikšić | Suad Ličina – Marko Matanović, Wajdi Sahli, Marko Vučić, Vuk Striković (68. Jovan Nikolić) – Tyrone Ryan Conraad (104. Ognjen Đinović), Anton Babić (26. Amir Bilali), Srđan Krstović (91. Aleksandar Vlahović), Nikola Stijepović – Novica Eraković (68. Dušan Vuković), Igor Pajović (91. Božo Marković) Cheftrainer: Nenad Brnović |
| Gelbe Karten       | Julian Montenegro, Boris Došljak, Ćetko Manojlović, Radule Živković, Petar Mališić – Srđan Krstović, Anton Babić, Dušan Vuković, Marko Vučić, Suad Ličina |